# Гет

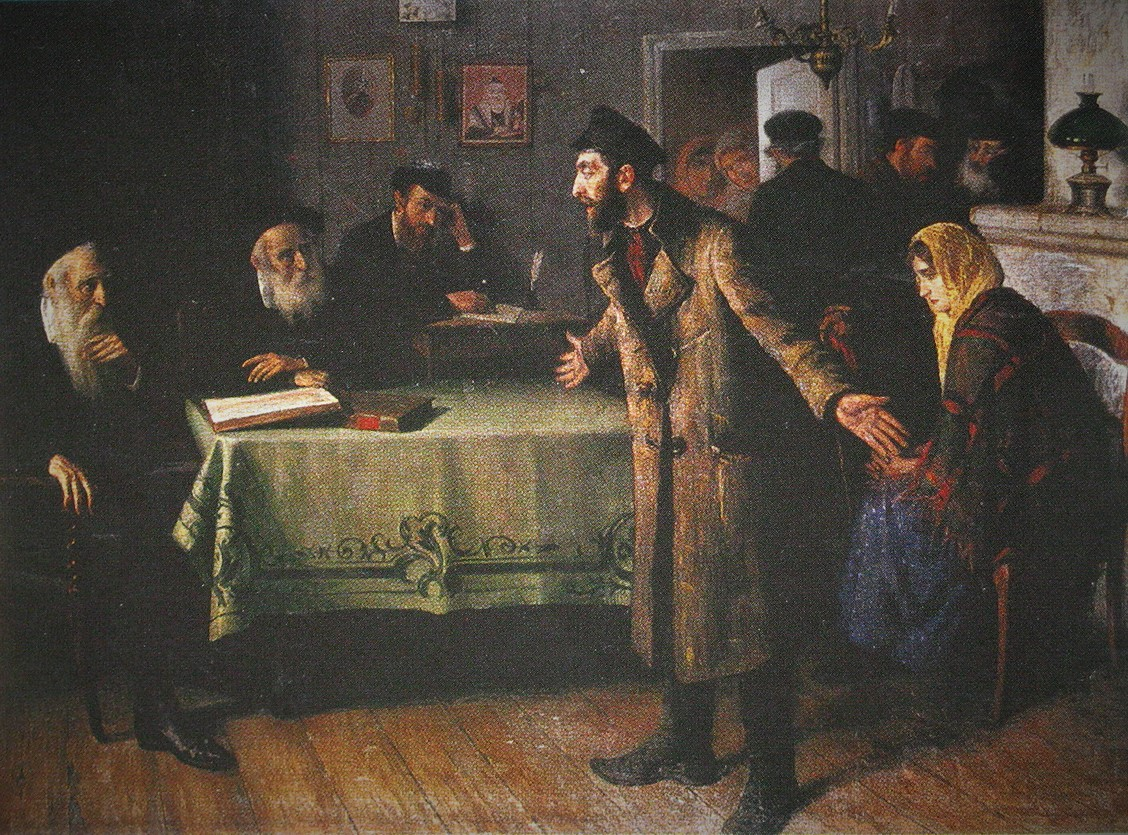
Юдель Пэн. Развод

Гет (ивр. גט) — религиозная бракоразводная процедура в иудаизме, а также особый документ («разводное письмо»), выписываемый бывшим мужем бывшей жене при таком разводе.
Единственное упоминание в Танахе о самой процедуре развода таково:

Если кто возьмет жену и войдет к ней, то если не понравится она ему, потому что он нашел в ней какой-нибудь ущерб, то пусть напишет ей разводное письмо и даст ей в руку.
— Втор. 24:1
Законоучители расходятся в понимании слова «ущерб», так, оно может быть понято как «прелюбодеяние» (школа Шаммая), или вообще любой изъян вплоть до самых мелких вроде неумения готовить (школа Гиллеля), второе мнение стало общепринятым. С другой стороны, религиозное право защищает жену брачным контрактом (ктубой).

## В современности
В иудаистской традиции «гет» — это письмо принявшего решение о разводе мужа к жене, написанное на пергаменте признанными переписчиками религиозных текстов (т. н. «сойферами») и подписанное свидетелями. Гет составляется по строго определённому стандарту и состоит из 12 строк. В нём указывают все подробности, включая имена, под которыми могут быть известны муж и жена, а также точные место и дату развода. Город, где происходит развод, определяется при этом по близлежащей реке.
В случае, если муж с женой живут в разных городах, им даже не обязательно встречаться для оформления развода: мужу достаточно обратиться в ближайший бейт дин (раввинатский суд), где он сможет составить гет, а затем передать его в бейт дин города (или страны), в котором живёт жена. Получить там гет она сможет только в присутствии свидетелей. Впрочем, обычно гет остается в бейт дине, а женщина получает соответствующее удостоверение о разводе.
Женщина, не получившая «гет», обычно именуется агуна — «безмужняя жена», примерно то же, что по-русски звучит как «соломенная вдова», то есть замужняя, но живущая без мужа. Положение детей, рождённых после развода, пусть даже и в новом браке, но без получения вполне законного «гета» первого мужа, с точки зрения религиозного права очень нехорошее. Таких детей называют «мамзерами», их положение в общине (в отличие даже от незаконнорождённых детей, на которых еврейская традиция не ставит клейма) унизительно. Мамзер не может вступить в брак с евреем, равно как и стать членом общины. Это единственный для еврейского права случай наказания невинных за грех других людей. Проблема мамзеров более серьёзна, чем кажется на первый взгляд. Так, например, из-за расхождения в практике разных течений иудаизма человек, полноправный в одной традиции, может оказаться мамзером с другой точки зрения.
Гет не может быть дан мужем под давлением или по принуждению. Такой гет считается недействительным. В некоторых случаях раввинский суд может попытаться воздействовать на мужа косвенными способами, которые не могут считаться прямым принуждением. Например, суд может организовать бойкот в общине, не считать мужа частью миньяна. Суд может также опираться на ктубу, доказывая несоблюдение пунктов брачного контракта. Применение какого-либо насилия помимо суда абсолютно неприемлемо. Попытки суда как-то повлиять на мужа оправдываются тем, что заведомо злые намерения нельзя считать препятствием к вразумлению. С другой стороны, мера такого воздействия, при которой гет остаётся законным — старинная проблема.
Проволочки бывшего мужа с оформлением «разводного письма» ставят женщину в униженное и зависимое положение. Известны случаи вымогательства со стороны недобросовестных мужей.

Это давняя проблема. Восемь веков назад Рамбам постановил, что упорствующего мужа следует пороть до тех пор, пока он не скажет: "Я хочу дать «гет» («Мишнэ-Тора», Законы о разводе, 2:20). Если муж отказывается, Рамбам считает, что его нужно пороть до смерти. Тогда женщина может вторично выйти замуж как вдова. Следует помнить, что евреи смотрят на мужа, отказывающегося дать «гет», так же, как американцы на тех, кто насилует малолетних.
Поэтому консервативный иудаизм, фактически, прямо предписывает мужу выписывать «гет», не откладывая, включая соответственное положение в Ктубу. Реформистский иудаизм обходит эту проблему, не считая «гет» необходимым и полагая, что библейское требование написать письмо о разводе выполняется постановлением гражданского суда. Эта точка зрения отвергается и консерваторами и ортодоксами: раввины обоих течений не совершат новый брак до тех пор, пока мужчина или женщина не получит гет.

Религиозный суд Израиля может лишить мужа, который отказывается давать жене гет, водительских прав, ряда других прав и даже заключить его в тюрьму. В других странах существует практика включать обязательство дать гет в случае развода в брачный договор, при этом такой договор предусматривает финансовые санкции за его нарушение. Светские государственные суды в таком случае могут по иску жены взыскивать такие санкции с мужа.